# Partia Wolności (Stany Zjednoczone)

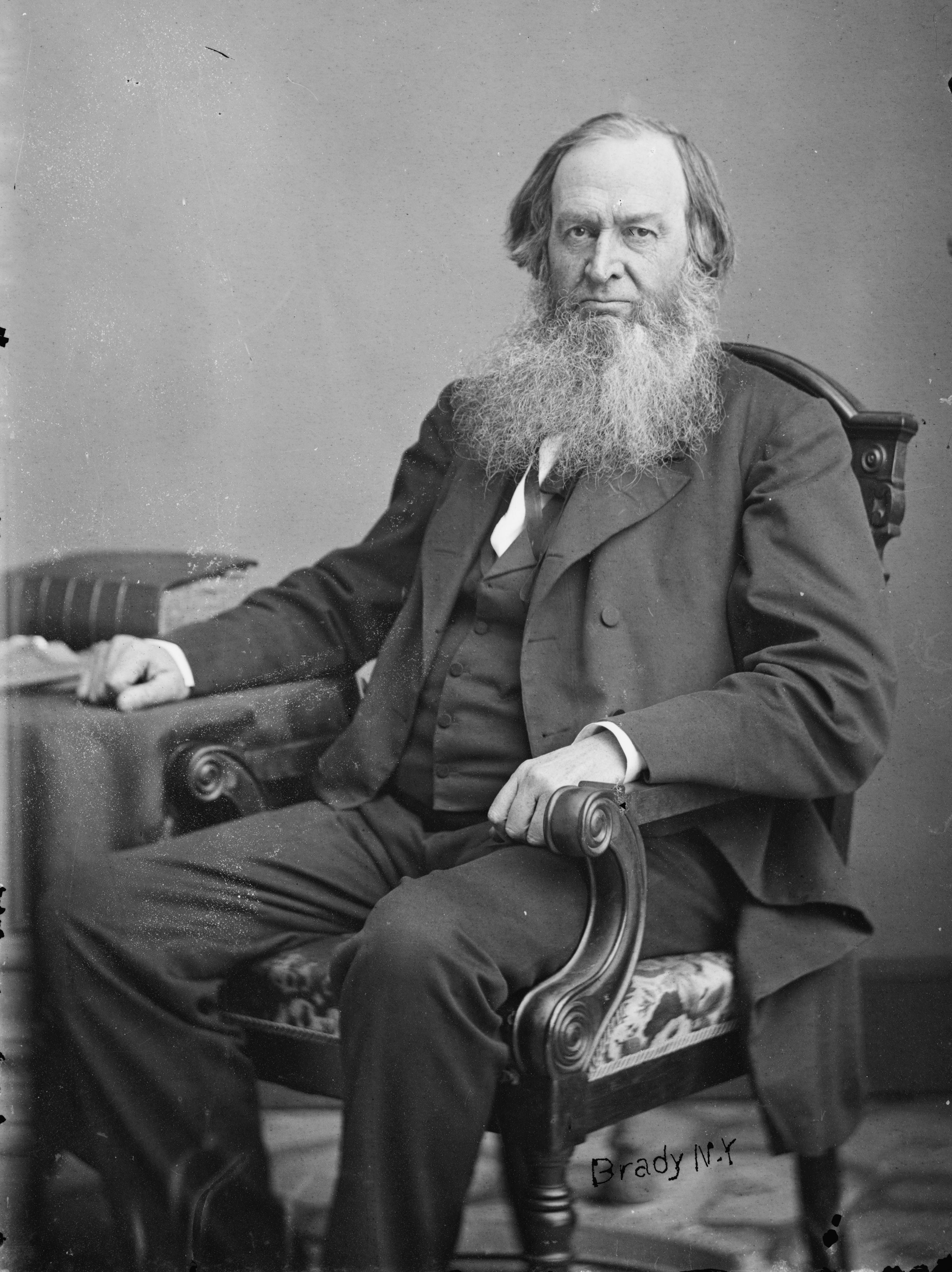
Gerrit Smith, przewodniczący Partii Wolności

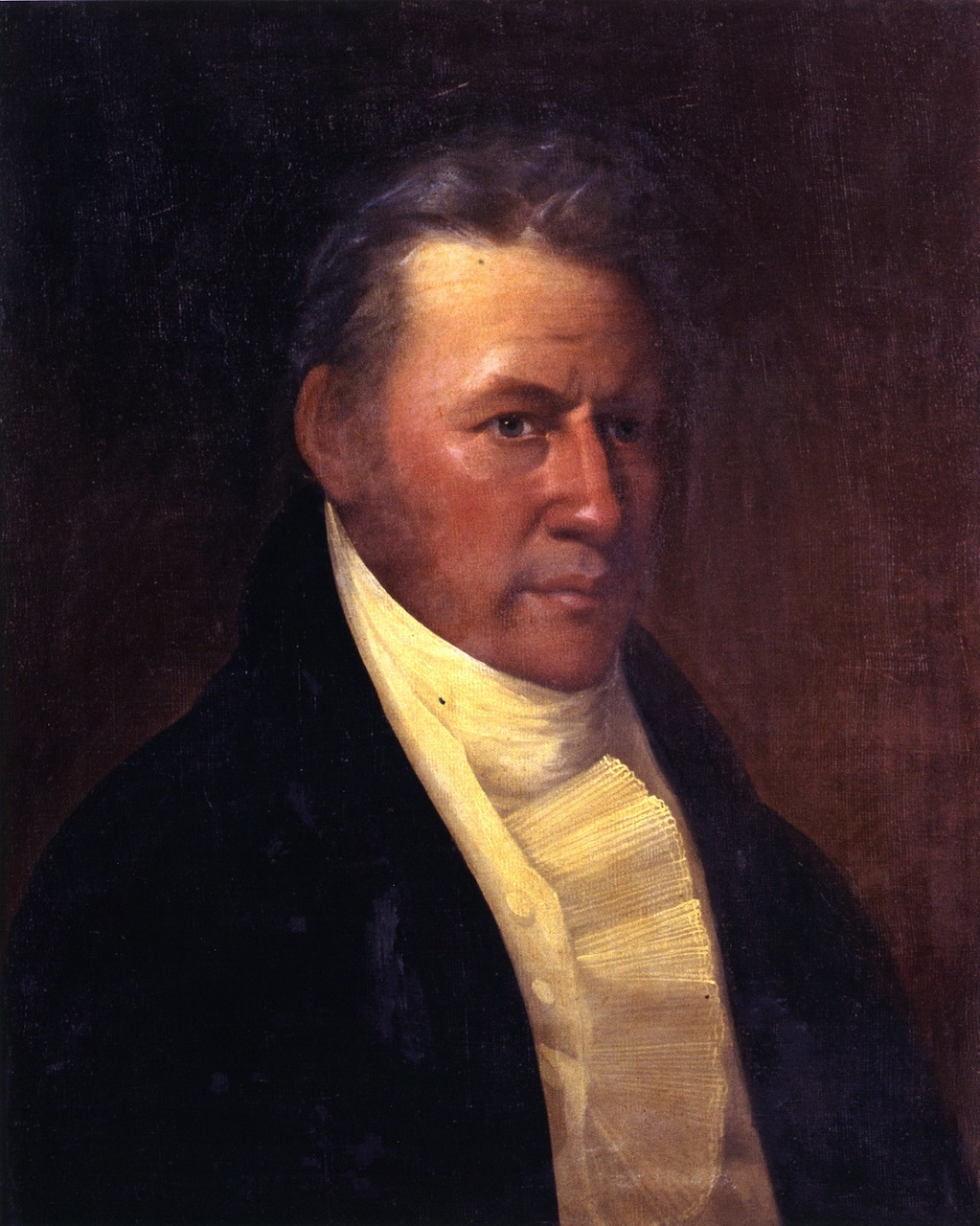
James Birney, kandydat na prezydenta w 1840 i 1844

Partia Wolności (ang. Liberty Party) – partia polityczna istniejąca i działająca w Stanach Zjednoczonych w latach 1840–1848.

## Historia
Partia Wolności powstała w wyniku niezadowolenia polityków w czasie prezydentury Andrew Jacksona. Głównym celem ówczesnych działaczy było zniesienie niewolnictwa. W 1833 roku założyli Amerykańskie Stowarzyszenie Antyniewolnicze (AASS). Początkowo odwoływali się do prawa moralnego, pisząc petycje do Kongresu i władz stanowych, w których apelowali o zaprzestanie międzystanowego handlu niewolnikami i zniesienie niewolnictwa w Dystrykcie Kolumbii i na zachodnich terenach Stanów Zjednoczonych. Liczebność i wpływy AASS znacznie zwiększyły się pod koniec lat 30., jednakże William Lloyd Garrison stanowczo sprzeciwiał się organizacji partii politycznej i udziałowi w wyborach. Odmiennego zdania byli liderzy tacy jak James Birney, Henry Brewster Stanton czy Myron Holley.

## Działalność
W styczniu 1839 roku w Massachusetts doszło do spotkania władz stowarzyszenia, kiedy to po raz pierwszy oficjalnie zaproponowano przekształcenie się w partię polityczną i start w wyborach prezydenckich w 1840 W kwietniu następnego roku odbyła się konwencja wyborcza, która nominowała Birneya kandydatem na prezydenta, a Thomasa Eale’a – kandydatem na wiceprezydenta. Liderem partii został wówczas Gerrit Smith, a finansowana była z funduszy American nad Foreign Anti-Slavery Society. Ponieważ jednak partia była mała i bez charyzmatycznego przywódcy, jej działacze ostatecznie postanowili poprzeć kandydata Partii Wigów – Williama Henry’ego Harrisona. Cztery lata później, w wyborach prezydenckich, wolnościowcy ponownie nominowali Jamesa Birneya swoim kandydatem na najwyższy urząd w państwie. Jedynym założeniem programowym było zniesienie niewolnictwa. W kampanii wyborczej działacze Partii Wolności powoływali się na Deklarację Niepodległości, podkreślając że każdy człowiek rodzi się wolny. Birney otrzymał ok. 62 tysięcy głosów powszechnych, głównie w Nowym Jorku, czym pozbawił zwycięstwa w tym stanie kandydata wigów Henry’ego Claya.
W 1846 roku Birney stwierdził, że budowanie poparcia politycznego i platformy wyborczej wyłącznie na postulacie zniesienia niewolnictwa, nie przyniesie partii sukcesu. Zawnioskował o uwzględnienie w programie punktów o redukcji wydatków na administrację centralną i wolnym handlu. W styczniu 1848 roku delegaci na konwencji w Nowym Jorku wysunęli kandydaturę Johna Hale’a, który jednak wycofał się z wyścigu w wyborach prezydenckich. W sierpniu działacze Partii Wolności, wraz z dysydentami demokratów („podpalacze stodół”) i wigów („wigowie sumienia”), utworzyli Partię Wolnej Ziemi.
| Wybory prezydenckie | Kandydat     | Głosy powszechne | Głosy elektorskie |
| ------------------- | ------------ | ---------------- | ----------------- |
| 1840                | James Birney | 6 797            | 0                 |
| 1844                | James Birney | 62 103           | 0                 |
| 1848                | Gerrit Smith | 2 545            | 0                 |